# Pietro Belletti
Pietro Belletti (Rocchetta Tanaro, 28 giugno 1884 – Roma, 3 gennaio 1950) è stato un generale italiano, veterano della guerra italo-turca e della prima guerra mondiale. Durante la seconda guerra mondiale fu comandante della 15ª Divisione fanteria "Bergamo" e della 105ª Divisione fanteria motorizzata "Rovigo". Decorato con la Croce di Cavaliere dell'Ordine militare di Savoia, e di una Medaglia d'argento e due di Medaglie di bronzo al valor militare.

## Biografia
Nacque a Rocchetta Tanaro, in provincia di Alessandria, il 28 giugno 1884. Arruolatosi nel Regio Esercito nel 1903 entrò giovanissimo, come Allievo ufficiale, nella Regia Accademia Militare di Artiglieria e Genio di Torino, da cui uscì il 7 settembre 1905 con il grado di sottotenente assegnato all'arma di artiglieria. Prese parte alla guerra italo-turca (1911-1912), dove fu decorato con una Medaglia di bronzo al valor militare per il combattimento di Sidi Bilal (20 settembre 1912). Successivamente prese parte alla prima guerra mondiale, combattendo in un reggimento di artiglieria campale, e venendo decorato con una Medaglia d'argento e una seconda di bronzo al valor militare.
Nel 1922, allora in forza al 23º Reggimento artiglieria da campagna, fu assegnato in servizio alla Casa militare di S.M. Il Re Vittorio Emanuele III.
L'8 luglio 1932 fu promosso al grado di colonnello, comandando dapprima la Scuola centrale di artiglieria (settembre 1934-agosto 1937), e poi, essendo stato promosso generale di brigata dal 1º luglio, l'artiglieria del Corpo d'armata di Udine, sino al maggio del 1940.
Con l'ingresso in guerra del Regno d'Italia, avvenuto il 10 giugno 1940 fu promosso generale di divisione il 1º luglio dello stesso anno ed assegnato al comando della 15ª Divisione fanteria "Bergamo". Si trovava al comando della detta divisione all'atto dell'invasione e occupazione della Jugoslavia, il 6 aprile 1941, e permase in Croazia sino al 28 febbraio 1942, quando fu sostituito col generale Alessandro Piazzoni.
Rimpatriato assunse il comando, sino all'ottobre seguente, della nuova 105ª Divisione fanteria motorizzata "Rovigo".
Nell'ottobre 1942 fu assegnato quale comandante dell'artiglieria al Quartier generale di Tripoli, nel periodo più critico, sino all'abbandono definitivo della città, nel gennaio 1943.
Fu quindi richiesto dal generale Giovanni Messe quale comandante dell'artiglieria della 1ª Armata in Tunisia dove il 13 maggio 1943 fu fatto prigioniero di guerra e tradotto a Londra presso uno speciale campo di prigionia per ufficiali generali a Wilton Park. Liberato nel 1944, rientrò in Italia e divenne Ispettore dell'arma di artiglieria sino al 1945, quando fu posto in congedo assoluto. Si spense il 3 gennaio 1950.

### Fonti
1. 1 2 3 4 5 6 7 8  Generals.
2. ↑   Bollettino ufficiale delle nomine, promozioni e destinazioni negli ufficiali e sottufficiali del R. esercito italiano e nel personale dell'amministrazione militare, 1909,  p. 4266. URL consultato il 5 settembre 2019.
3. ↑   Bollettino ufficiale delle nomine, promozioni e destinazioni negli ufficiali e sottufficiali del R. esercito italiano e nel personale dell'amministrazione militare, 1922,  p. 1382. URL consultato il 5 settembre 2019.
4. ↑  Pettibone 2010, p. 25.
5. ↑  Pettibone 2010, p. 109.
6. ↑  Pettibone 2010, p. 137.
7. ↑  Sito web del Quirinale: dettaglio decorato.
8. ↑   Bollettino ufficiale delle nomine, promozioni e destinazioni negli ufficiali e sottufficiali del R. esercito italiano e nel personale dell'amministrazione militare, 1920,  p. 55. URL consultato il 5 settembre 2019.
9. ↑  Gazzetta Ufficiale del Regno d'Italia n. 222 del 24 settembre 1926.